# James Mirrlees
Sir James Alexander Mirrlees (Minnigaff, 1936. július 5. – Cambridge, 2018. augusztus 29.) Nobel-emlékdíjas skót közgazdász.
1996-ban elnyerte a közgazdasági Nobel-emlékdíjat az amerikai William Vickreyvel az aszimmetrikus információ melletti ösztönzők gazdasági elméletéhez való alapvető hozzájárulásukért.

## Művei
- An exploration in the theory of optimum income taxation (1971)
- Models of economic growth (1973)
- Social benefit-cost analysis and the distribution of income (1978)
- Welfare, incentives, and taxation (2006)
- Dimensions of tax design (2010)
- Tax by design (2011)

## Díjai
- Közgazdasági Nobel-emlékdíj (1996)